# Mohammed 5. af Marokko
Mohammed 5. (10. august 1909 – 26. februar 1961) var sultan og konge af Marokko i 1927-53 og 1955-61.
Mohamed blev sultan mens Marokko var en fransk protektorat. Den franske kolonialadministration afsatte ham i 1953 og sendte ham i eksil på Korsika og senere Madagaskar. I 1955 vendte Muhamded tilbage til Marokko og blev igen sultan.
Marokko blev selvstændig i 1956. Fra 1957 var Mohameds officielle titel "Konge af Marokko".